# Église Sainte-Catherine du Cannet
Pour les articles homonymes, voir église Sainte-Catherine.
L'église Sainte-Catherine est une église du XVIe siècle située au Cannet dans le département français des Alpes-Maritimes.

## Historique
Cette église fait l’objet d’une inscription au titre des monuments historiques depuis le 29 octobre 1926.

## Présentation

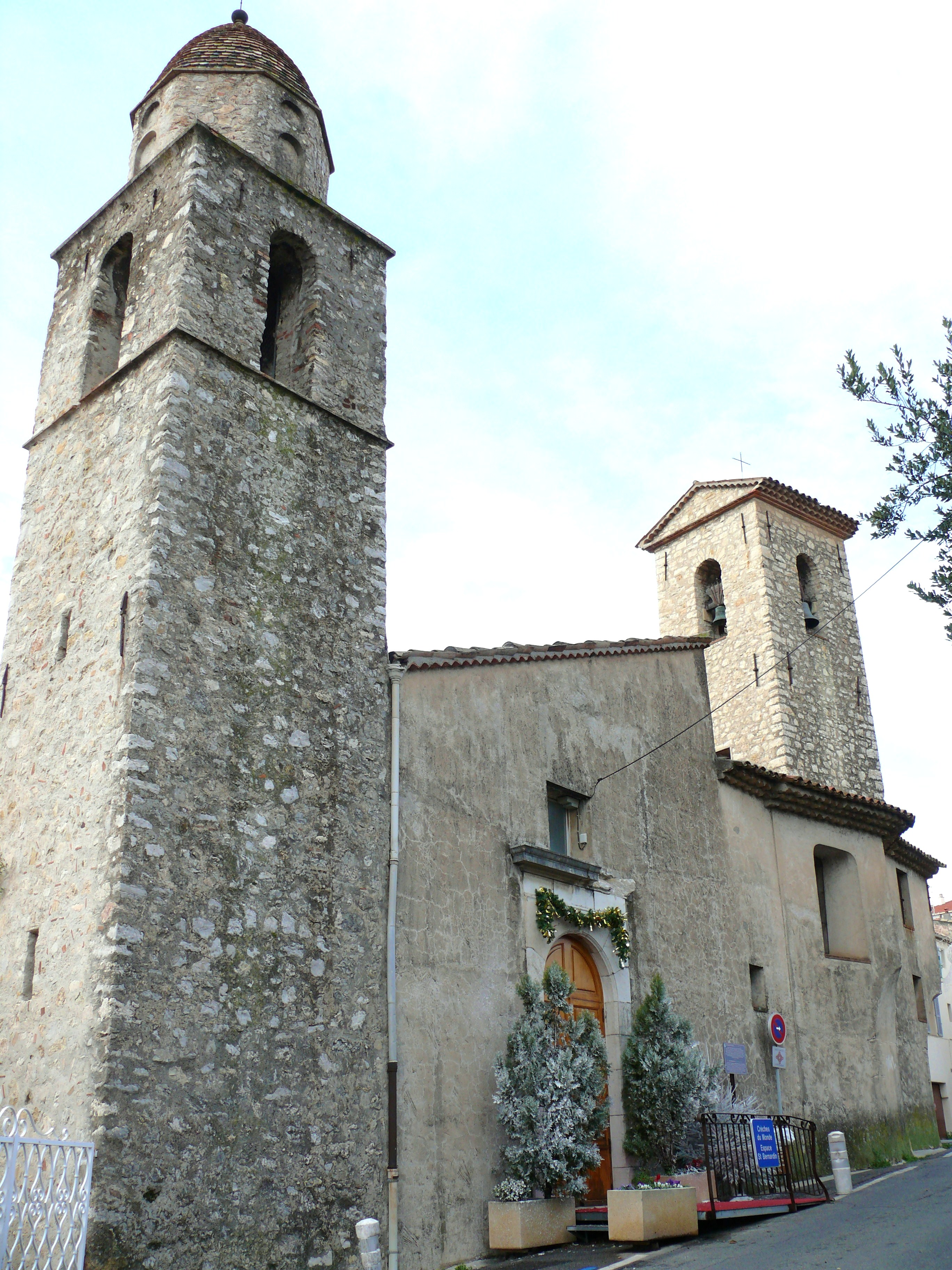
Chapelle Saint-Bernardin et église Sainte-Catherine.

L'église structure le hameau de Sainte-Catherine depuis le XVIe siècle, date à laquelle le besoin d'un lieu de culte se fait sentir. Achevée le 6 mars 1556, son autonomie paroissiale date de 1560, date du premier baptême. L'autonomie conduira à la séparation des communes de Cannes et du Cannet, le 9 août 1774
La constitution de l’église laisse à penser que des ajouts ont été faits successivement autour de la chapelle primitive : nef côté sud, nef côté nord et un porche tardif (1854).
À l'intérieur, la voute est décorée de marouflées, probablement du XVIIIe siècle, tandis que les murs sont décorés sur près de 500 m2, restaurés en 2001. Concernant le mobilier, on notera deux grands autels baroques, la voûte à croisillons, les fonts baptismaux, les tabernacles, les grands tableaux et gravures, deux paperoles et de nombreux ex-voto.